# Penjabocs
El Penjabocs és una muntanya de 614 metres que es troba entre els municipis de les Planes d'Hostoles i de Sant Aniol de Finestres, a la comarca catalana de la Garrotxa.